# 科瓦尔季齐农村居民点
科瓦尔季齐农村居民点（俄语：Ковардицкое сельское поселение）是俄罗斯联邦弗拉基米尔州穆罗姆区所属的一个农村居民点。其下辖有50个居民点，行政中心为科瓦尔季齐。据2016年统计，该农村居民点的人口为9760人。